# Халупкі (Переворський повіт)
Халупкі (пол. Chałupki) — село в Польщі, у гміні Переворськ Переворського повіту Підкарпатського воєводства.
Населення — 520 осіб (2011).
У 1975-1998 роках село належало до Перемишльського воєводства.

## Демографія
Демографічна структура станом на 31 березня 2011 року:
|          | Загалом | Допрацездатний вік | Працездатний вік | Постпрацездатний вік |
| -------- | ------- | ------------------ | ---------------- | -------------------- |
| Чоловіки | 267     | 61                 | 177              | 29                   |
| Жінки    | 253     | 62                 | 138              | 53                   |
| Разом    | 520     | 123                | 315              | 82                   |